# Pierre Chagnon (acteur)
Pour les articles homonymes, voir Pierre Chagnon.
Pierre Chagnon est un acteur québécois né le 30 août 1957 à Montréal, connu notamment pour son rôle du terrible curé Plamondon dans la série télévisée Au nom du père et du fils. Il est la voix québécoise de Sylvester Stallone et J. K. Simmons dans la plupart de leurs films depuis le début des années 1990 et de Stan Smith dans American Dad!.

## Biographie

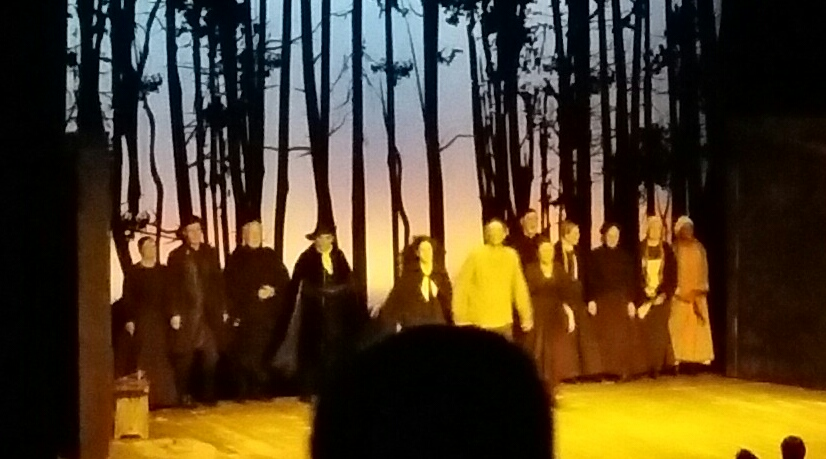
Les acteurs et actrices des Sorcières de Salem (avec Pierre Chagnon) dans la salle André-Mathieu à Laval.

Pierre Chagnon est diplômé du Conservatoire d'art dramatique de Montréal, promotion 1980.

## Filmographie

### Cinéma
- 1983 : Bonheur d'occasion : Jean Lévesque
- 1988 : Les Tisserands du pouvoir II: La Révolte
- 1988 : The Moderns : Stone's Bodyguard #1
- 1989 : Mindfield : Union Rep
- 1991 : L'Empire des lumières
- 1992 : La Fenêtre : La mari
- 1996 : La Fabrication d'un meurtrier : Maurice Delarue (Momo)
- 1996 : Karmina : David
- 1998 : Nico la licorne (Nico the Unicorn) : Ben Willett
- 1998 : Sucre amer : Victor Schœlcher
- 1999 : Opération Tango
- 2003 : 1604 : Poutrincourt
- 2009 : J'ai tué ma mère de Xavier Dolan : Richard Minel, le père absent d'Hubert
- 2023 : Les Chambres rouges : maître Fortin

### Téléfilms et séries télévisées
- 1986 : Lance et compte : Albert Simard
- 1987 : Not My Department (série télévisée)
- 1988 : Les Tisserands du pouvoir (feuilleton TV) : Le Dr. Emile Fontaine
- 1993 : Au nom du père et du fils (série télévisée) : Alcide Plamondon
- 1994 : René Lévesque (série télévisée) : Jean Lesage
- 1994 : Jalna (feuilleton TV)
- 1995 : Le Sorcier (série télévisée) : Alcide Plamondon
- 1995 : 10-07: L'affaire Zeus (série télévisée) : Karl Bisonnette
- 1996 : Urgence (série télévisée) : Dr. Sénécal (1996-1997)
- 1997 : Paparazzi (série télévisée) : Paul Lessard
- 1999 : Opération Tango (série télévisée) : Lieutenant-colonel Hugues Desormeaux
- 2001 : Cauchemar d'amour (série télévisée) : Psychiatre d'Anne
- 2004 : Crazy Canucks (TV) : Serge Lange
- 2005 : Au nom de la loi (série télévisée) : Maître Delorme
- 2009 : La Galère (série télévisée) : Maître Simmons
- 2012 : Yamaska (série télévisée) : Robert Savoie
- 2016 - 2017 : District 31 : Louis Bouliane, DPCP (6 épisodes)

### Doublage de films
- 1993 : La Falaise de la mort : Gabe Walker
- 1994 : Le Destructeur : le sergent John Spartan
- 1994 : Le Spécialiste : Ray Quick
- 1995 : Juge Dredd : le juge Joseph Dredd
- 1995 : Assassins : Robert Rath
- 1996 : James et la Pêche géante : Le grillon des champs
- 1996 : Le Bossu de Notre-Dame : Victor
- 1997 : Détectives : le shérif Freddy Heflin
- 2000 : La Loi du milieu : Jack Carter
- 2001 : À toute vitesse : Joe Tanto
- 2002 : Spider-Man : J. Jonah Jameson
- 2002 : Les Country Bears : Fred Bedderhead
- 2002 : Le Bossu de Notre-Dame 2 : Victor
- 2002 : Harry Potter et la Chambre des secrets : Gilderoy Lockhart
- 2003 : Le Livre de la jungle 2 : père de Ranjan
- 2003 : Espions en herbe 3D : Fin du jeu : Toy Master
- 2003 : Les 101 Dalmatiens 2 : L'aventure londonienne de Patch : le Producteur
- 2004 : Garfield : Happy Chapman[1]
- 2004 : Spider-Man 2 : J. Jonah Jameson
- 2004 : Escouade américaine : Police du monde : Chef de terroristes
- 2004 : Mickey, Il était deux fois Noël : Fougueux
- 2006 : Le Tyran des Fourmis : Fred Nickle
- 2006 : Rocky Balboa : Rocky Balboa
- 2007 : Spider-Man 3 : J. Jonah Jameson
- 2008 : Rambo : John Rambo
- 2008 : Delgo : Roi Zahn
- 2008 : Kung Fu Panda : Tai Lung
- 2010 : Les Sacrifiés : Barney Ross
- 2011 : Le Gardien du zoo : Joe le lion (voix)
- 2012 : Les Sacrifiés 2 : Barney Ross
- 2012 : Du plomb dans la tête : James Bonomo dit "Jimmy Bobo"
- 2013 : Le Tombeau : Ray Breslin
- 2013 : Combat revanche : Henry "Razor" Sharp
- 2014 : Les Sacrifiés 3 : Barney Ross
- 2015 : Creed : Rocky Balboa
- 2016 : Ratchet et Clank : Victor Von Ion (voix)
- 2017 : Les Gardiens de la Galaxie Vol. 2 : Stakar Ogord
- 2018 : Le Tombeau 2 : Sécurité maximale : Ray Breslin
- 2018 : Retracer : Sykes
- 2019 : Spider-Man : Loin des siens : J. Jonah Jameson
- 2019 : Le Tombeau 3 : Extraction : Ray Breslin
- 2019 : Rambo : La Dernière Mission : John Rambo
- 2021 : Spider-Man : Sans retour : J. Jonah Jameson
- 2021 : L'Escadron Suicide : La Mission : King Shark (voix)
- 2022 : Le Samaritain : Joe Smith dit "Le Samaritain"
- 2023 : Les Gardiens de la Galaxie Vol. 3 : Stakar Ogord
- 2023 : Les Sacrifiés 4 : Barney Ross

### Doublage de séries
- 2008 : Star Wars: The Clone Wars : Le narrateur/Savage Opress
- 2009 : American Dad! : Stan Smith
- 2013 : House of Cards : Remy Danton (Mahershala Ali)